# Susana y los viejos (Alessandro Allori)
Susana y los viejos es una pintura al óleo sobre lienzo de 202 x 117 cm de Alessandro Allori, firmada y datada en 1561, y conservada en el Museo Magnin de Dijon.

## Descripción y estilo
El tema bíblico de Susana, recogido en el Libro de Daniel (13), fue popular en el arte del pleno Renacimiento, a menudo representado por los artistas como ejemplo de la virtud que vence al vicio aun a pesar de las insidias, pero también porque servía de excusa para presentar un desnudo femenino.
Aquí, el artista deja de lado el tema moralizante y se centra en lo segundo, al punto de llegar a representar sobre todo una escena tensa pero de refinado erotismo, con el cuerpo desnudo de la joven retorcido pareciendo acoger, más que rechazar, los avances de los "viejos", también representados en poses inusualmente atrevidas. Sus cuerpos fuertes contrastan con la suavidad tersa de Susana y refuerzan la idea de ataque brutal contra ella, que en peligro de ser violada intenta defenderse clavándoles las uñas.
Una rica decoración lo convierte en un ejemplo típico de obra manierista, de "arte por el arte", destinada a la élite de la época; el frutero con manzanas y peras simboliza el placer efímero y el pecado, el perrito, la fidelidad de Susana a su esposo; el color rico y esmaltado es típico del estilo del artista, primer alumno de Bronzino.